# رائول زوکتی
رائول زوکتی (انگلیسی: Raul Zucchetti؛ زادهٔ ۲۸ ژانویهٔ ۱۹۹۸) بازیکن فوتبال اهل ایتالیا است.
از باشگاه‌هایی که در آن بازی کرده‌است می‌توان به باشگاه فوتبال آ.ث. میلان اشاره کرد.